# Khor Fakkan Club
El Khor Fakkan Sports & Cultural Club (en árabe: نادي خورفكان الرياضي الثقافي‎; más conocido como Khor Fakkan Club) es un equipo de fútbol de los Emiratos Árabes Unidos que juega en la Liga Árabe del Golfo, categoría máxima del fútbol profesional en el país.

## Historia
Fundado en 1981, el club ganó la Copa Federación de los EAU en la temporada 1993-94. En junio de 2017, el club cambió su nombre y logotipo, pasando a llamarse Khor Fakkan. El equipo ascendió a la máxima categoría en 2019 tras ganar la Liga de EAU 1, su primera participación en la UAE Pro League desde 2008.

## Palmarés
- UAE Federation Cup: 1

1993–94
- Division One: 6

1978–79, 1981–82, 1993-94, 2000-01, 2007-08, 2018–19